# Kristian Bak Nielsen
Kristian Bak Nielsen (Kibæk, 20 ottobre 1982) è un ex calciatore danese, di ruolo difensore.

## Palmarès

### Club

#### Competizioni nazionali
- Campionato danese: 1

Midtjylland: 2014-2015
- Coppa dei Paesi Bassi: 1

Heerenveen: 2008-2009